# توم هيب
توم هيب (بالإنجليزية: Tom Heap)‏ هو صحفي بريطاني، ولد في 1965.

## وصلات خارجية
- توم هيب على موقع IMDb (الإنجليزية)